# Ривьер, Лазар
Лаза́р Ривье́р (фр. Lazare Rivière, лат. Lazarus Riverus; 1589 год, Монпелье — 1655 год, там же) — французский врач и литератор.
Доктор с 1611 года; профессор университета Монпелье с 1622 года и до самой смерти. Советник и медик короля Людовика XIII.
Его труды, особенно «Institutiones medicae» (1655), долгое время служили учебниками по медицине.

## Труды
Написал:
- «Questiones medicae duodecim» (Монпелье, 1621),
- «Praxis medica» (Париж, 1640),
- «Observationes medicae» (1646),
- «Methodus curandarum febrium» (1648),
- «Institutiones medicae» (Лейпциг, 1655).